# 7-я сапёрная армия
7-я сапёрная армия — армия сапёров в вооружённых силах СССР во время Великой Отечественной войны.

## Формирование
Сформирована в октябре 1941 года в Приволжском военном округе в составе 20, 21-й и 22-й саперных бригад. Штаб армии располагался в Саратове.
В сентябре 1942 года управление армии было преобразовано в 36-е управление оборонительного строительства, 12, 20-я и 21-я бригады — переданы во фронтовое подчинение, 14-я и 15-я бригады — расформированы.

## Инженерные работы
В ноябре 1941 года вместо 22-й бригады, убывшей в 5-ю саперную армию, была включена 12-я бригада. С марта 1942 года армия усилена 14-й и 15-й бригадами.
Армия строила оборонительные сооружения на рубеже Петровское — Аткарск — Фролово. С марта 1942 года возводила на Юго-Западном и Сталинградском фронтах оборонительные сооружения по рекам Оскол и Дон, обводы 2-й очереди вокруг Сталинграда.
Саперные бригады привлекались к инженерному обеспечению боевых действий в ходе Воронежско-Ворошиловградской (28 июня — 24 июля) и Сталинградской (17 июля — 18 ноября) оборонительных операций.

## Боевой состав
- 20-я саперная бригада
- 21--я саперная бригада
- 22-я саперная бригада

## Командный состав
Командующие:
- полковник В.В. Косарев ( 27 ноября 1941 г. — март 1942 г.)
- полковник И.Е. Прусс (март 1942 г. — 17 июня 1942 г.)
- генерал-майор технических войск В.С. Косенко (17 июня 1942 г. — 21 августа 1942 г.)

- председатель военного трибунала Д. С. Сусло.